# 전남도립대학교
전남도립대학교(全南道立大學校, Jeonnam State University)는 전라남도 담양군의 공립 전문대학이다.

## 연혁
- 1998년 담양대학 개교
- 1999년 장흥대학 개교
- 2004년 3월 1일 담양대학과 장흥대학을 남도대학으로 통합, 담양캠퍼스로 일원화
- 2008년 4월 4일 전남도립대학으로 교명 변경
- 2012년 1월: 전남도립대학교로 교명 변경
- 2012년: 교육과학기술부 선정 정부재정지원제한대학[2]

## 캠퍼스 풍경
전남도립대학교는 전라남도 담양군 소재 공립 전문대학으로, 담양읍에 그 교사가 위치한다. 부지 규모는 약 22만m²로, 부산외국어대학교와 배재대학교 등과 비슷한 크기이다. 캠퍼스는 산지에 위치하여 고저차가 큰 편이지만, 담양군 중심부에 위치하여 기반 시설은 비교적 양호한 편이다. 담양군청이 캠퍼스 인근에 있으며, 조성된 담양국수거리 등이 캠퍼스 근처에 있다.
캠퍼스 북부에 중앙도서관이, 남부에 도예실습장이 조성되어 있다.